# Мена, Джефферсон
Дже́фферсон Ме́на Пала́сиос (исп. Jefferson Mena Palacios; род. 15 июня 1989, Апартадо, Колумбия) — колумбийский футболист, защитник клуба «Атлетико Букараманга».

## Биография

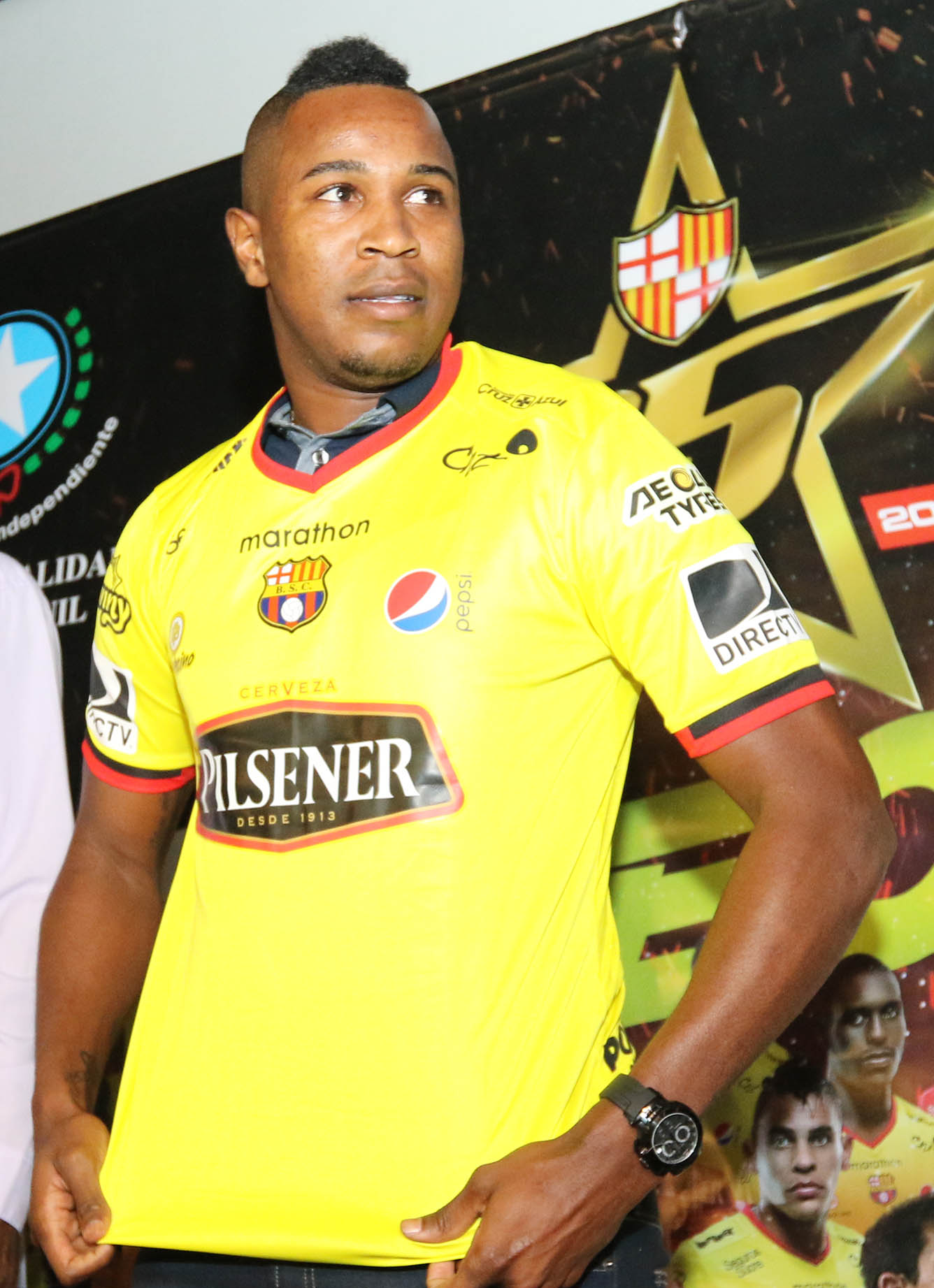
Мена в форме гуаякильской «Барселоны»

Мена — воспитанник клуба «Индепендьенте Медельин». 16 апреля 2011 года в матче против «Ла Экидада» он дебютировал в Кубке Мустанга. 15 мая в поединке против «Кукута Депортиво» Джефферсон забил свой первый гол за «Индепендьенте Медельин».
14 июля 2015 года Мена перешёл в американский «Нью-Йорк Сити». 26 июля в матче против «Орландо Сити» он дебютировал в MLS. 23 сентября 2016 года в поединке против «Чикаго Файр» Джефферсон забил свой первый гол за «Нью-Йорк Сити».
В январе 2017 года Мена на правах аренды перешёл в гуаякилькую «Барселону». 6 февраля в матче против «Макары» он дебютировал в эквадорской Серии A. 12 апреля в поединке Кубка Либертадорес против аргентинского «Эстудиантеса» Джефферсон забил свой первый гол за «Барселону».
По окончании сезона 2017 «Нью-Йорк Сити» не стал продлевать контракт с Меной.
В июле 2018 года Мена присоединился к аргентинскому «Альдосиви». 11 августа в матче против «Унион Санта-Фе» он дебютировал в аргентинской Примере.